# Khaled Bagdash

Khaled Bagdash

Khaled Bagdash (n. 15 noiembrie 1912 - d. 24 iulie 1995) a fost un om politic sirian, din 1936 lider al Partidului Comunist Sirian.
În 1954 a fost primul parlamentar comunist arab.
În tinerețe a fost în mai multe rânduri arestat de autoritățile franceze de ocupație.
A fost unul dintre cei mai proeminenți exponenți ai mișcării arabe de stânga, motiv pentru care a fost numit și decan al comunismului arab.